# St. Lorenz (Unterweickenhof)

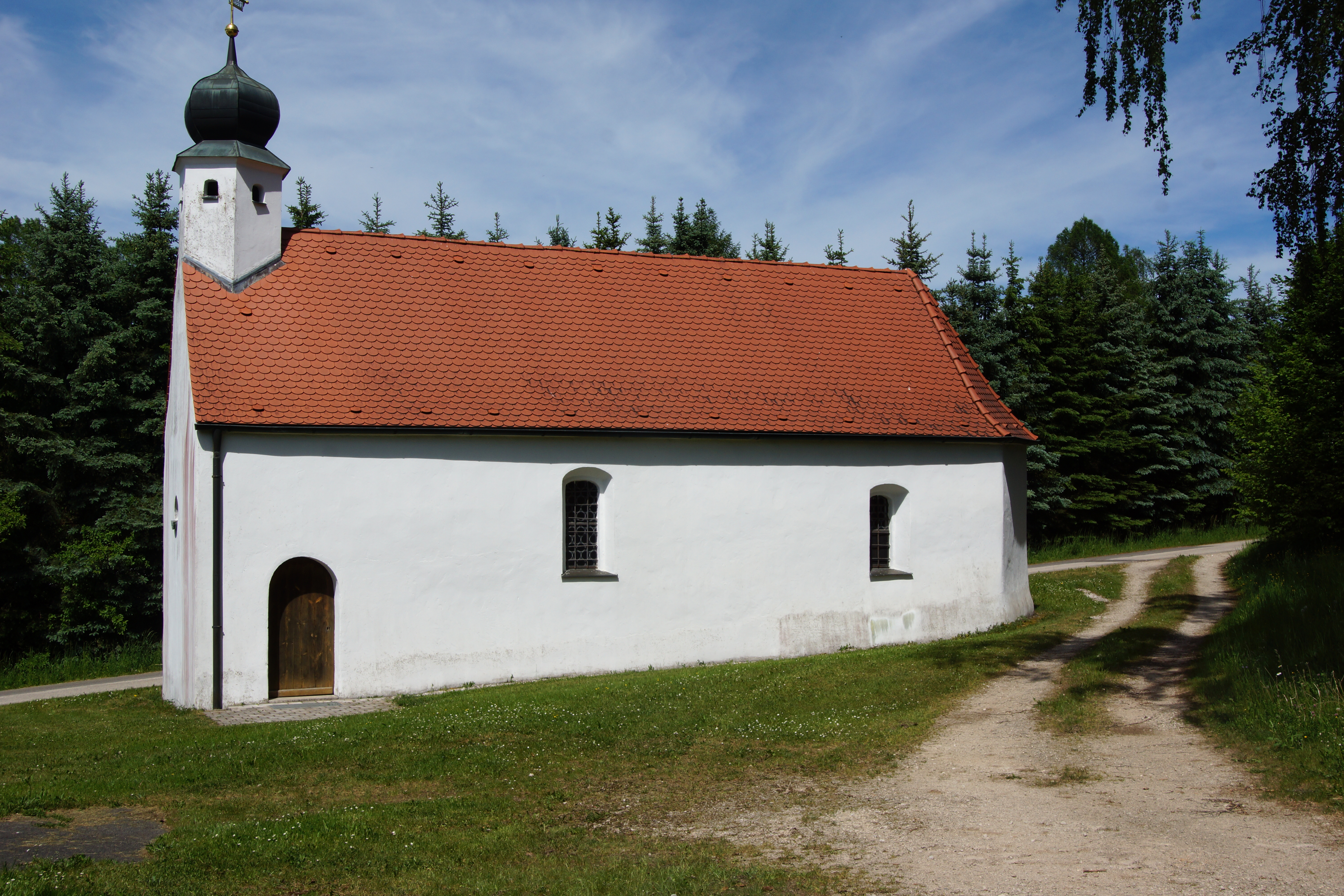
St. Lorenz (Unterweickenhof)

Die römisch-katholische, denkmalgeschützte Kapelle St. Lorenz steht in Unterweickenhof, einem Gemeindeteil der Stadt Velburg im Oberpfälzer Landkreis Neumarkt in der Oberpfalz. Sie gehört zum Dekanat Neumarkt in der Oberpfalz des Bistums Eichstätt. Das Bauwerk ist unter der Denkmalnummer D-3-73-167-117 als Baudenkmal in die Bayerische Denkmalliste eingetragen.

## Beschreibung
Die traufständige Saalkirche wurde im 17. Jahrhundert unter Einbeziehung der mittelalterlichen Mauern des Langhauses erbaut. Der gleichbreite Chor im Osten ist dreiseitig abgeschlossen. Aus dem Satteldach des Langhauses erhebt sich ein sechseckiger Dachreiter, der den Glockenstuhl beherbergt, und der mit einer Zwiebelhaube bedeckt ist. 
Der Innenraum des Langhauses ist mit einer Flachdecke überspannt, der des Chors mit einem Kreuzgewölbe. Am mit Akanthus verzierten Altar steht die Statue des Laurentius von Rom.